# Sonde cannelée
Une sonde cannelée est un instrument utilisé pour la dissection. 
La sonde cannelée est composée d'une canule qui une fois insérée sous la peau de l'animal à disséquer permet de guider les ciseaux et de découper la peau de l'animal sans abîmer les organes. Elle permet également de découper seulement la peau, en la glissant entre la peau et la couche musculaire juste en dessous.